# Aeródromo de Rancho Medio Sitio
El Aeródromo de Rancho Medio Sitio es un pequeño aeropuerto privado operado por Agrícola Zarattini S.A. de C.V. que se ubica en el municipio de Silao, Guanajuato. Cuenta con una pista de aterrizaje de 1,219 metros de largo y 28 metros de ancho, una plataforma de aviación de 1,500 metros cuadrados y hangares. La pista de aterrizaje tiene una inclinación de 0.94°, ya que la cabecera 01 se encuentra a 1,858 m s. n. m. mientras que la cabecera 19 se encuentra a 1,878 m s. n. m., teniendo una diferencia de altitud de 20 metros entre ambas cabeceras. Actualmente el aeródromo solo se utiliza con fines de aviación general, principalmente por aeronaves agrícolas, ya que Agrícola Zarattini S.A. de C.V. es una empresa agroindustrial que se dedica a la producción, empaque y comercialización de frutas y vegetales para consumo.